# Acanthocope galatheae
Acanthocope galatheae là một loài chân đều trong họ Munnopsidae. Loài này được Wolff miêu tả khoa học năm 1962.